# Antoni Kaczyński

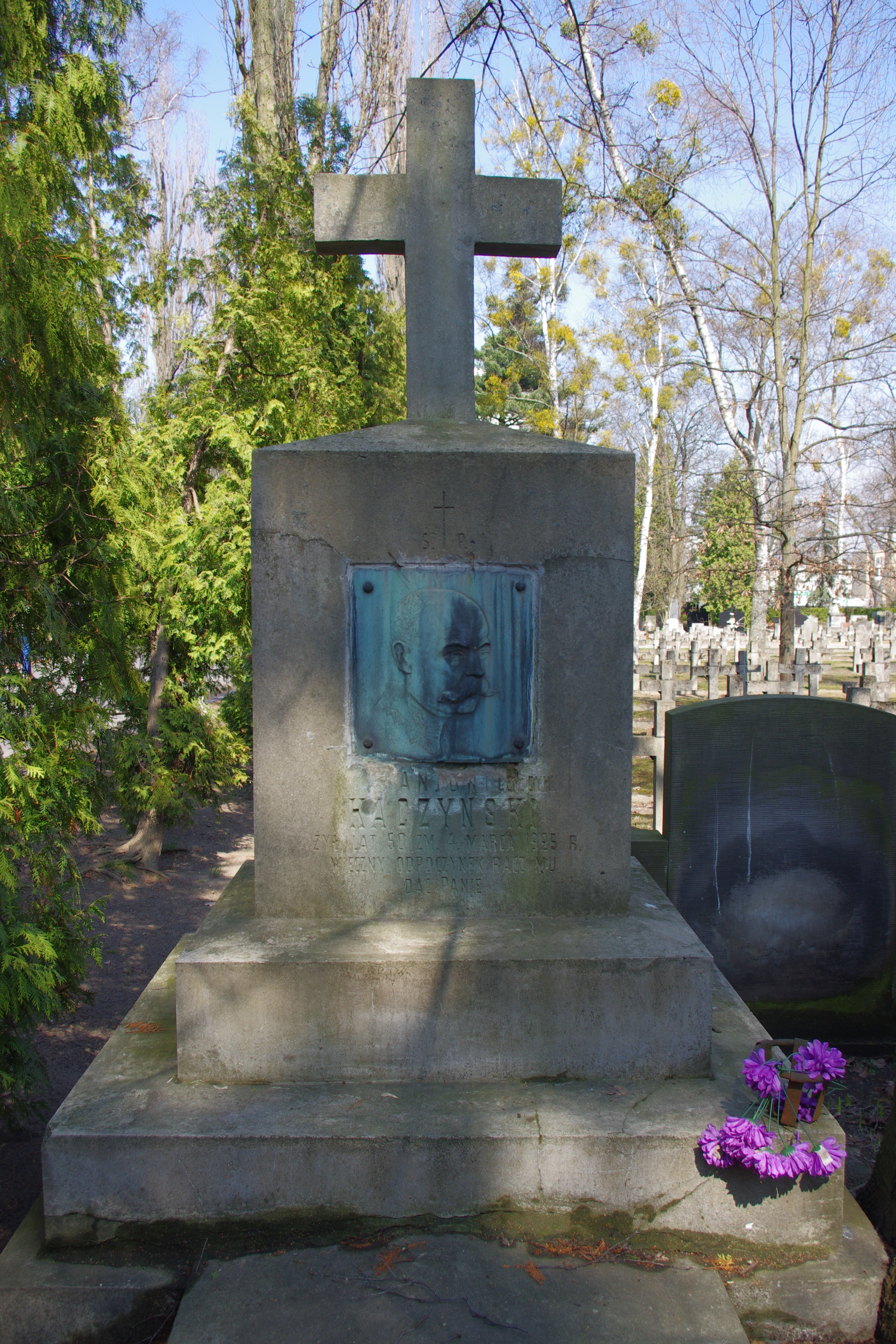
Grób gen. Antoniego Kaczyńskiego na Cmentarzu Wojskowym na Powązkach
w Warszawie

Antoni Kaczyński (ur. 26 lipca?/7 sierpnia 1874 w Żytomierzu, zm. 4 marca 1925 w Warszawie) – polski generał dywizji Wojska Polskiego.

## Życiorys
Urodził się w rodzinie Wiktora Edwarda Kaczyńskiego, generała armii rosyjskiej, i Kamili z Budzyńskich. Był młodszym bratem generała brygady Wincentego Kaczyńskiego (1870–1932). Po ukończeniu woroneskiego korpusu kadetów i nauce w Michajłowskiej Szkole Artylerii w Petersburgu został w 1895 zawodowym oficerem armii rosyjskiej. W 1902 ukończył studia w Michajłowskiej Akademii Artylerii, po czym powierzono mu dowodzenie – najpierw baterią, a potem 11 dywizjonem artylerii konnej w Dubnie, wchodzącym w skład 11 Dywizji Kawalerii. Od 1911 do 1914 był komendantem poligonów artylerii w Warszawskim Okręgu Wojskowym. 
W czasie I wojny światowej dowodził brygadą artylerii na froncie rosyjsko-niemieckim. W 1916 awansowany do stopnia generała majora. W lipcu 1917 skierowany do służby w I Korpusie Polskim na stanowisku inspektora artylerii. Po rozwiązaniu korpusu powrócił do Polski.

### Służba w Wojsku Polskim
8 stycznia 1919 został formalnie przyjęty do Wojska Polskiego, w stopniu generała podporucznika i wyznaczony z dniem 7 listopada 1918 na stanowisko szefa Departamentu Techniczno-Artyleryjskiego Ministerstwa Spraw Wojskowych. Od 10 grudnia tego roku, po reorganizacji ministerstwa, piastował urząd szefa Departamentu VI Artylerii, a od 10 grudnia 1919 szefa Departamentu VII Artyleryjskiego. Po kolejnej reorganizacji ministerstwa, z dniem 1 marca 1920 objął stanowisko szefa Departamentu V Uzbrojenia. 1 maja 1920 zatwierdzony został w stopniu generała podporucznika z dniem 1 kwietnia tego roku. 10 sierpnia 1920 roku, po przyjęciu pokojowej struktury przez Ministerstwo Spraw Wojskowych powołany został na stanowisko szefa Departamentu III Artylerii i Uzbrojenia. 9 kwietnia 1922 roku został I zastępcą Generalnego Inspektora Artylerii. 3 maja 1922 roku został zweryfikowany w stopniu generała brygady ze starszeństwem z dniem 1 czerwca 1919 roku i 12. lokatą w korpusie generałów, a jego oddziałem macierzystym był wówczas Oddział V Sztabu Generalnego. W czasie, gdy gen. broni Józef Haller wykonywał mandat posła i pozostawał w stanie nieczynnym (28 listopada 1922 roku – 11 marca 1924 roku), pełnił obowiązki Generalnego Inspektora Artylerii.
31 marca 1924 roku Prezydent RP Stanisław Wojciechowski na wniosek Ministra Spraw Wojskowych, gen. dyw. Władysława Sikorskiego, awansował go na generała dywizji ze starszeństwem z dniem 1 lipca 1923 roku i 4. lokatą w korpusie generałów.
Był organizatorem poligonów artyleryjskich i szkoły ognia, opracował pierwsze regulaminy i instrukcje dla polskich artylerzystów. Zmarł 4 marca 1925 roku w Szpitalu Ujazdowskim w Warszawie po krótkiej chorobie serca. 7 marca 1925 roku został pochowany na Cmentarzu Wojskowym na Powązkach  (kwatera B17-8-1/2).
Antoni Kaczyński był żonaty z Wandą z Popowskich, z którą miał czworo dzieci. Syn Wiktor (1899–1940) był podpułkownikiem artylerii Wojska Polskiego.

## Ordery i odznaczenia
- Krzyż Komandorski Orderu Odrodzenia Polski (2 maja 1922)[10][11]